# Karel Feller
Karel Feller (Praga, 1º dicembre 1898 – 1991) è stato un calciatore cecoslovacco, di ruolo attaccante.

## Carriera

### Nazionale
Il 13 agosto 1922 esordisce contro la Svezia (0-2).